# رمد صديدي
رمد صديدي أو سيلان مخاطي (بالإنجليزية: Blennorrhoea)‏ هو مصطلح طبي يدل على الإفراز المفرط للمخاط المائي، خاصة من الإحليل أو المهبل، ويستخدم المصطلح في طب العيون لحالات السيلان غير الطبيعي من العيون، لكنه يعتبر مرادفاً لمصطلح التهاب الملتحمة لكن ذلك نادر الاستخدام
حالة «التهاب الملتحمة» أو «رمد برك السباحة» أو «الرمد المتدثري» هو حالة تصيب الأطفال المولودين لأمهات مصابات بالتهاب الجهاز البولي التناسلي الناجم عن المتدثرة التراخومية الذي ينتقل جنسياً وعادةً ما لا يتم ملاحظته كمرضٍ معدٍ. يطوّر هؤلاء الرضّع التهاب الملتحمة الوليدي الحاد خلال عدّة أيام بعد الولادة، فتبدأ لطخات في الظهور من أعينهم حيث تكشف عن وجود خصائص أجسام اشتمالية. إذا ترك الطفل بدون علاج، يستمرالالتهاب من 3 حتى 12 شهراً ثم يشفى، لكن قد ينتج عنه ندبات دائمة في الملتحمة.